# کارتل کالی
کارتل کالی (اسپانیایی: Cartel de Cali‎) یک کارتل مواد مخدر مستقر در جنوب کلمبیا بود که در اطراف شهر کالی شکل گرفته‌بود. بنیانگذاران آن دو برادر به نام‌های گیلبرتو رودریگز اورخوئلا و میگل رودریگز اورخوئلا بودند. آنها در سال ۱۹۸۷ از پابلو اسکوبار و کارتل مدئین جدا شدند و با پیوستن خوزه سانتاکروز لندونیو و هلمر هررا به آنها، هیئت اجرایی چهار نفره‌ای را تشکیل دادند که کارتل را اداره می‌کرد.
در اوج سلطنت کارتل کالی از سال ۱۹۹۳ تا ۱۹۹۶، آنها کنترل بیش از ۹۱٪ از بازار جهانی کوکائین را در دست داشتند و گفته می‌شد که مستقیماً مسئول رشد بازار کوکائین در اروپا بودند. در اواسط دهه ۲۰۱۰، متیو رودریگز، رهبر قاچاق مواد مخدر بین‌المللی کارتل کالی، یک شرکت مجرمانهٔ ۷ میلیارد دلاری در سال بود.